# 埃及第十六王朝
埃及第十六王朝是古埃及第二中间时期的一个王朝，以底比斯为中心，统治上埃及达70年之久。
此王朝与第十五王朝、第十七王朝一起，共同组成第二中间时期。
传统上认为第十六王朝的国王是西克索斯人所建立的第十五王朝的附庸，有一些国王还使用闪米特语的名字，例如Semqen和阿赫特普拉。不过在1997年，丹麦埃及学家Kim Ryholt提出了不同的观点，认为第十六王朝是独立的底比斯王国。根据Ryholt重建的都灵王表，15位国王被认为与第十六王朝有关，其中几位获得现代资料的证实。除此之外，其他一些上埃及重要城镇，例如阿拜多斯、埃尔·卡伯和埃德富，都由地方小国王统治着。烏普奧特姆薩夫在阿拜多斯留有纪念碑，但其名字却在都灵王表上没有提到，此人可能是阿拜多斯王朝的国王。